# 2165 Young
2165 Young este un asteroid din centura principală, descoperit pe 7 septembrie 1956 de Goethe Link Obs..